# 附属营
附属营（英語：subcamp），又称外营（德語：KZ-Außenlager）、卫星营（法語：camp satellite），指纳粹德国时期在党卫队管理下的主集中营附属的外围拘留中心。多数情况下，囚犯在附属营中的生存条件比在主营中的生存条件差。 